# Vedro Polje (Chorwacja)
Vedro Polje – wieś w Chorwacji, w żupanii sisacko-moslawińskiej, w gminie Sunja. W 2011 roku liczyła 119 mieszkańców.